# بوریس ساگال
بوریس ساگال (به انگلیسی: Boris Sagal؛ زادهٔ ۱۸ اکتبر ۱۹۲۳ – درگذشتهٔ ۲۲ مهٔ ۱۹۸۱) یک کارگردان اهل ایالات متحده آمریکا بود.

## فیلم‌شناسی
| سال  | نام                 | سِمَت              |
| ۱۹۶۳ | سفرهای جیمی مک‌فیترز | تهیه‌کنندهٔ اجرایی |
| ۱۹۶۵ | تفنگ های دیابلو     | کارگردان         |
| ۱۹۶۵ | شیفته دخترها        | کارگردان         |
| ۱۹۷۱ | امگا من             | کارگردان         |
| ۱۹۷۶ | دارا و ندار         | کارگردان         |
| ۱۹۷۸ | آنجلا               | کارگردان         |
| ۱۹۸۱ | ماسادا              | کارگردان         |
| ---- | ------------------- | ---------------- |